# Якоб ван Кампен
Якоб ван Кампен (нід. Jacob van Campen; 2 лютого 1596, Гарлем, Нідерланди — 13 вересня 1657, Амерсфорт) — нідерландський художник і архітектор, найбільший представник голландського класицизму.

## З життя і творчості
Якоб ван Кампен народився у заможній родині в Гарлемі. Будучи дворянином, він заради забави почав займатися малюванням. У 1614 році, ставши членом Гільдії Святого Луки, навчався живопису; кілька його робіт того часу дійшли до наших днів.
Вважається, що приблизно від 1616 до 1624 року ван Кампен навчався в Італії. Після повернення до Нідерландів зайнявся архітектурою, використовуючи у своїй роботі ідеї Андреа Палладіо, Вінченцо Скамоцці і давньоримського архітектора Вітрувія.
У 1621—30 роках працював у Гарлемі, але першою його найвідомішою роботою був будинок Коймансів у Амстердамі, побудований у 1625 році.
У 30-х роках XVII століття ван Кампен спільно з архітектором Пітером Постом розробив проєкт Королівської галереї Мауріцгейс у Гаазі, де у теперішній час міститься відомий музей з великою колекцією творів мистецтва. Приблизно в цей же час був створений проєкт будівлі першого голландського театру Схаубюрг Амстердам (Schouwburg). Приблизно у 1645–1650 роки спільно з Лівеном де Кеєм Якоб ван Кампен побудували в Гарлемі Нову Церкву (Ніве Керк або церква св. Анни), яка справила враження на англійського математика й архітектора Крістофера Рена. Але, напевно, найвідомішою роботою ван Кампена є будівля ратуші на площі Дам у Амстердамі, будівництво якої було розпочато 1648 року. У теперішній час будівля колишньої ратуші є Королівським палацом. Для розташованої на площі Дам Нівекерк майстер розробив дизайн коробки органу.
Якоб ван Кампен помер 13 вересня 1657 року в успадкованій від матері резиденції неподалік від Амерсфорта, де і був похований.
Ідеї Якоба ван Кампена використовували у своїх проєктах князь Йоганн Моріц фон Нассау-Зінген при створенні парку в Клеве і курфюрст Бранденбургу Фрідріх Вільгельм I під час зведення будівлі ратуші та міського палацу в Потсдамі.

## Вибрані споруди
Найвідоміші роботи Якоба ван Кампена:
- Королівська галерея Мауріцгейс у Гаазі (1633—35);
- Міський театр у Амстердамі (1638);
- королівська резиденція «Будинок у деревах» (Huis ten Bosch) у Гаазі, спільно з Пітером Постом (1645);
- разом з Пітером Постом брав участь в переробці Гаазького Королівського палацу;
- Королівський палац у Амстердамі, колишня ратуша (1648—55);
- Нова церква (Nieuwe Kerk) у Гарлемі (1649).

## Галерея

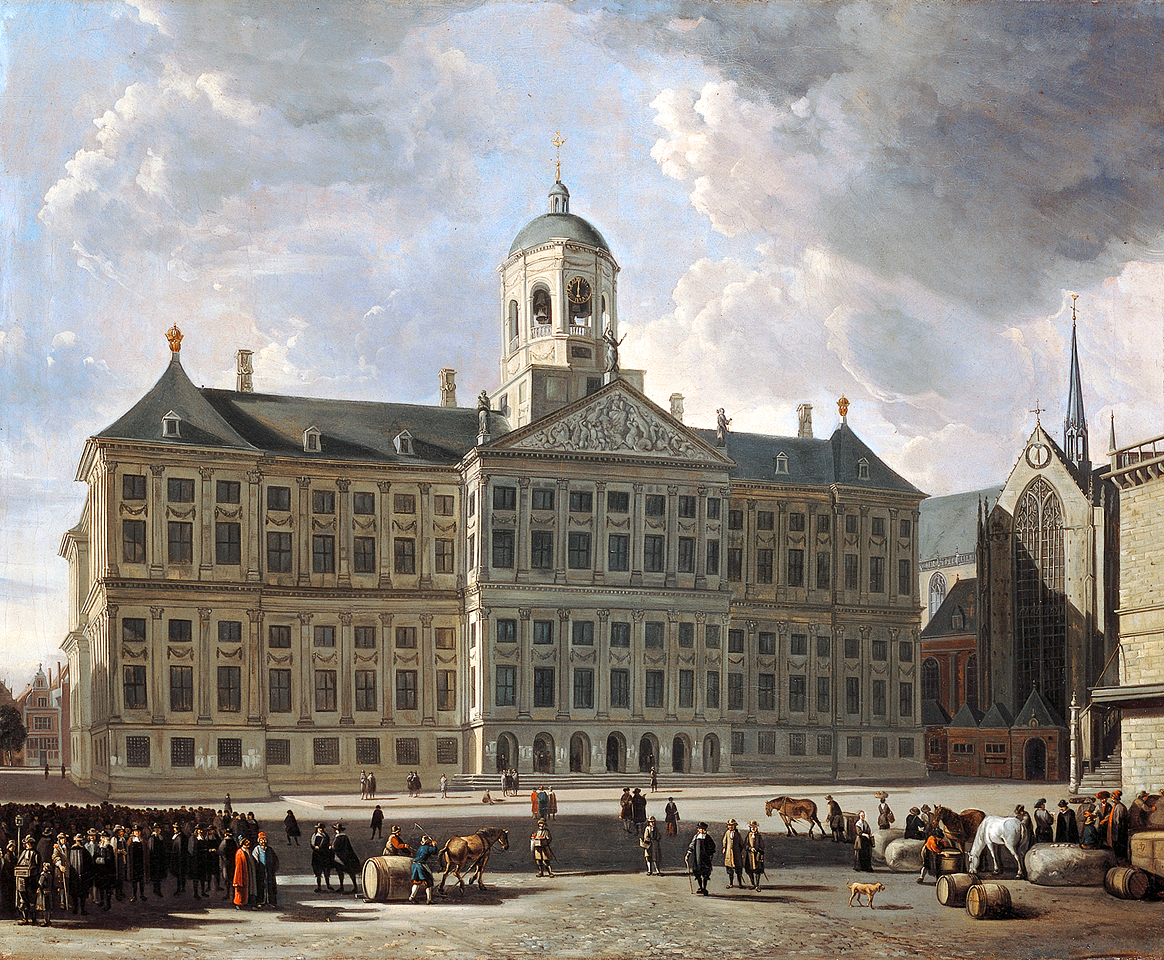
Герріт Адріанс Беркгейде. Ратуша на площі Дам, 1673
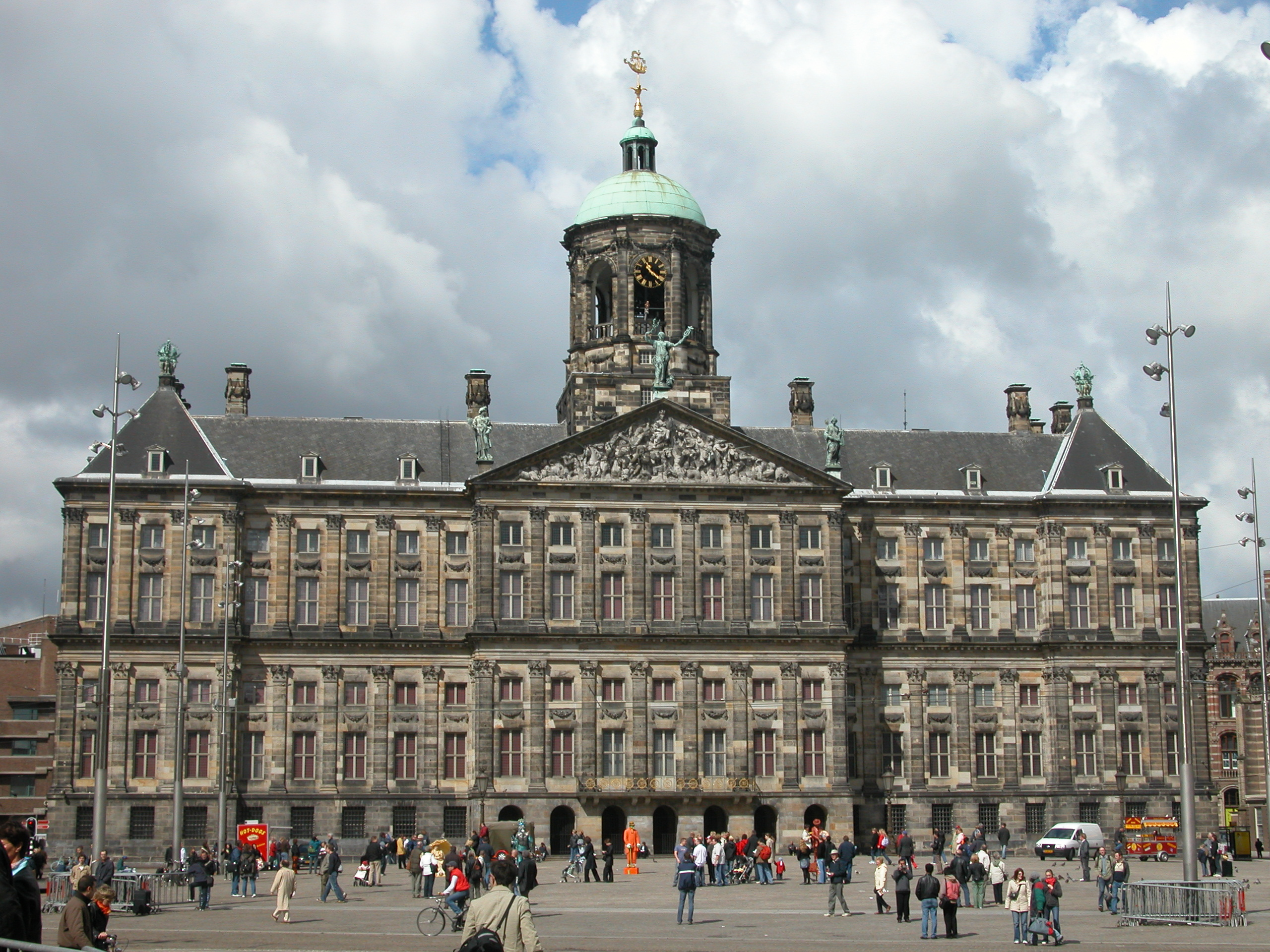
Королівський палац (колишня ратуша) в Амстердамі
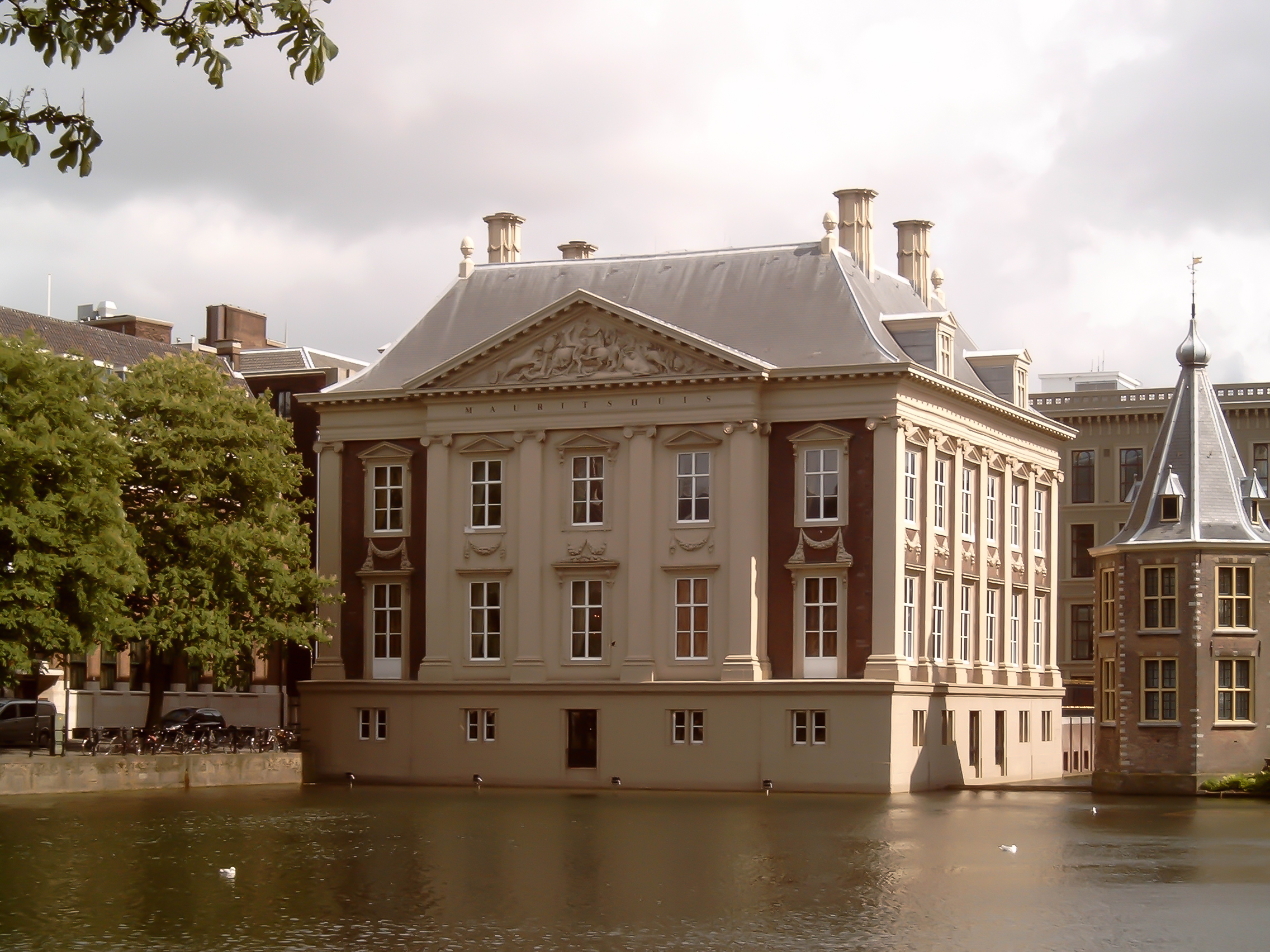
Королівська галерея Мауріцгейс у Гаазі
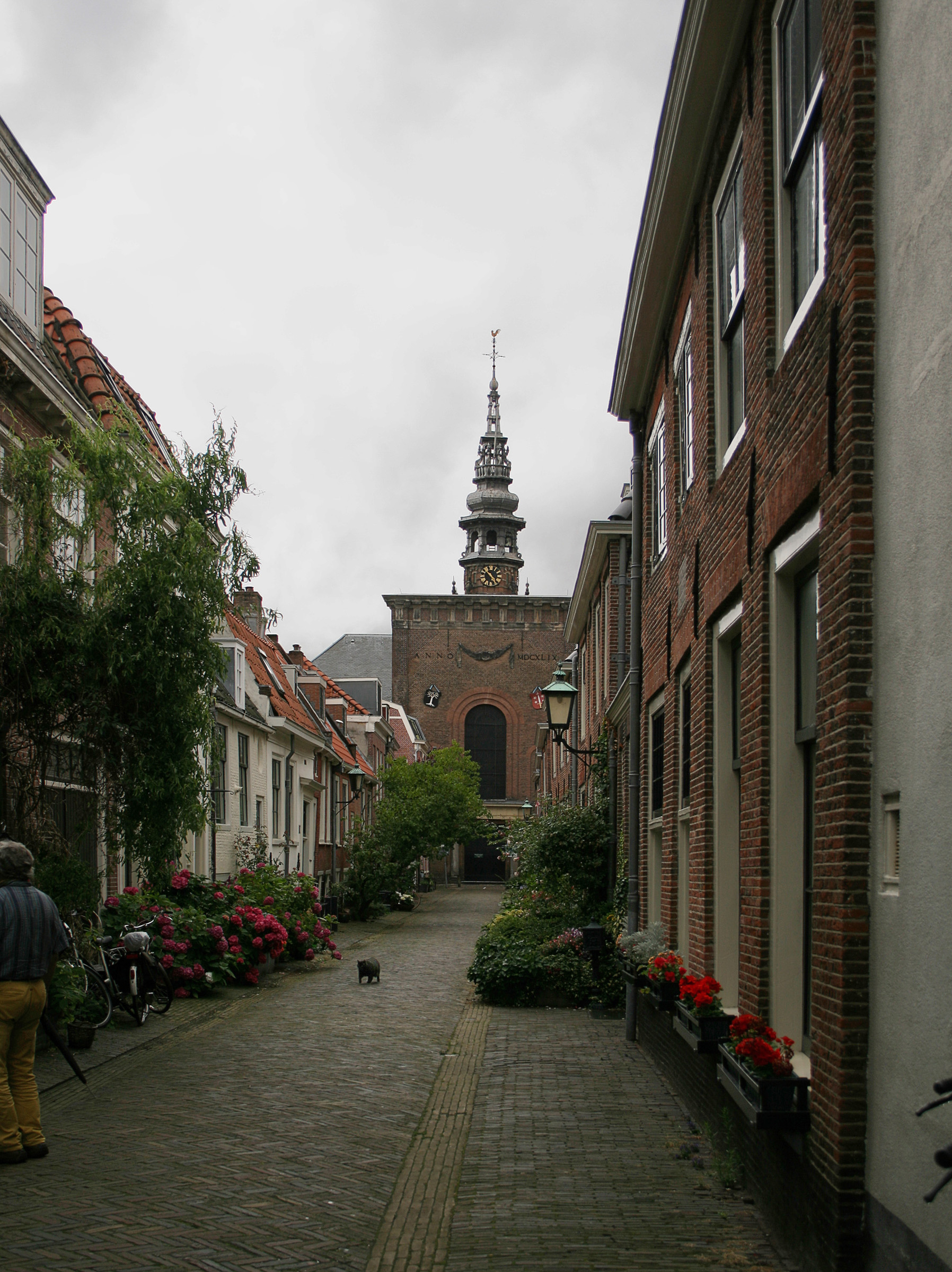
Нова церква у Гарлемі